# Reloj de cuarzo

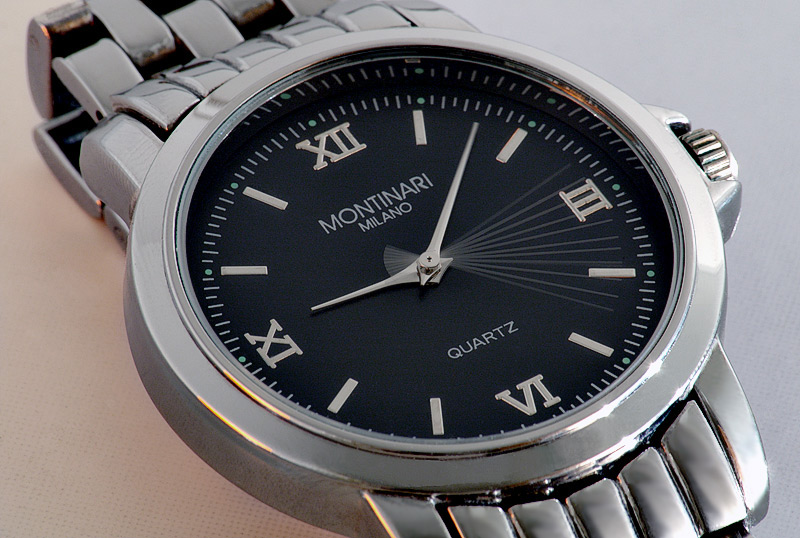
Reloj de pulsera de cuarzo

El reloj de cuarzo o reloj de cristal de cuarzo es un reloj electrónico, analógico o digital, que se caracteriza por poseer una pieza de cuarzo que sirve para generar los impulsos necesarios a intervalos regulares que permitirán la medición del tiempo. El cuarzo se talla habitualmente en forma de lámina y se introduce en un cilindro metálico, que tiene por función la protección del mineral. Para que vibre el cristal de cuarzo, debe ser alimentado por un campo eléctrico oscilante generado por un circuito electrónico.

## Características
La electricidad necesaria para activar el cuarzo la suministra la pequeña pila eléctrica que se monta en el interior de la caja del reloj. Esto es lo que lo diferencia de otros relojes (reloj de agua, reloj de arena, etc), donde los impulsos son generados por medios físicos o mecánicos.
El cuarzo hace el papel de regulador y estabilizador de la frecuencia, lo que servirá finalmente para dar una medida del tiempo. La vibración de la lámina producida por el circuito genera una señal eléctrica de la misma frecuencia. Esta nueva onda realimenta el circuito electrónico, corrigiéndose las desviaciones de frecuencia que pudieran producirse respecto a su valor nominal. La frecuencia natural de oscilación de un cristal de cuarzo depende tanto de su forma como de su tamaño, por lo que puede ser seleccionada por el fabricante. Es de señalar que los relojes de cuarzo no son siempre digitales, siendo también muy habituales los relojes de cuarzo con mecanismo de agujas.

## Historia

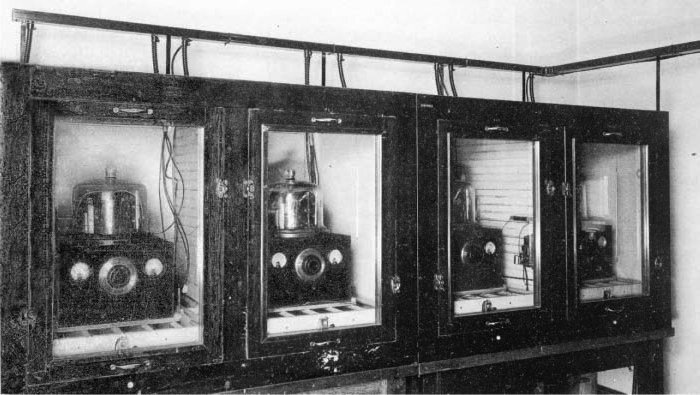
Cuatro osciladores de cuarzo de precisión de 100 kHz en la Oficina de Normas de Estados Unidos (ahora NIST) que se convirtieron en el primer estándar de frecuencia de cuarzo para los Estados Unidos en 1929. Mantenidos en hornos con temperatura controlada para evitar la deriva de frecuencia debido a la expansión o contracción térmica de los grandes resonadores de cuarzo (montados debajo de las cúpulas de vidrio en la parte superior de las unidades), lograron una precisión de 10^{−7}, aproximadamente 1 segundo de error en 4 meses

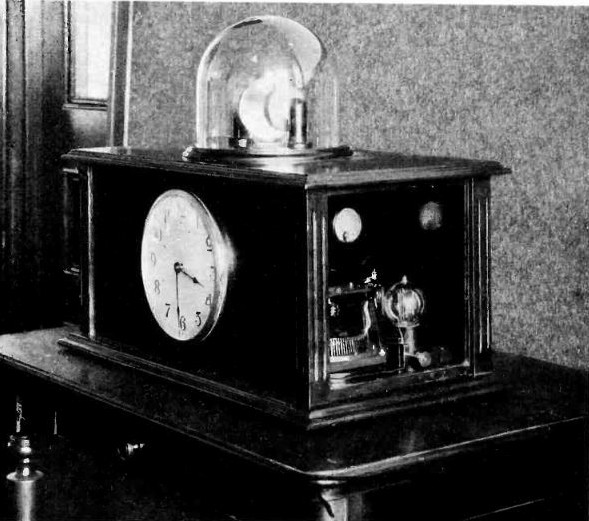
Uno de los primeros relojes experimentales controlados por cuarzo, construido por Warren Marrison en los Laboratorios Bell en 1927. Un oscilador de tubo de vacío controlado por el cristal de cuarzo de 100 kHz (bajo la cúpula en la parte superior) se divide hacia abajo mediante contadores de tubo de vacío y hace funcionar el reloj sincrónico situado delante. La precisión era de 0,01 segundos por día

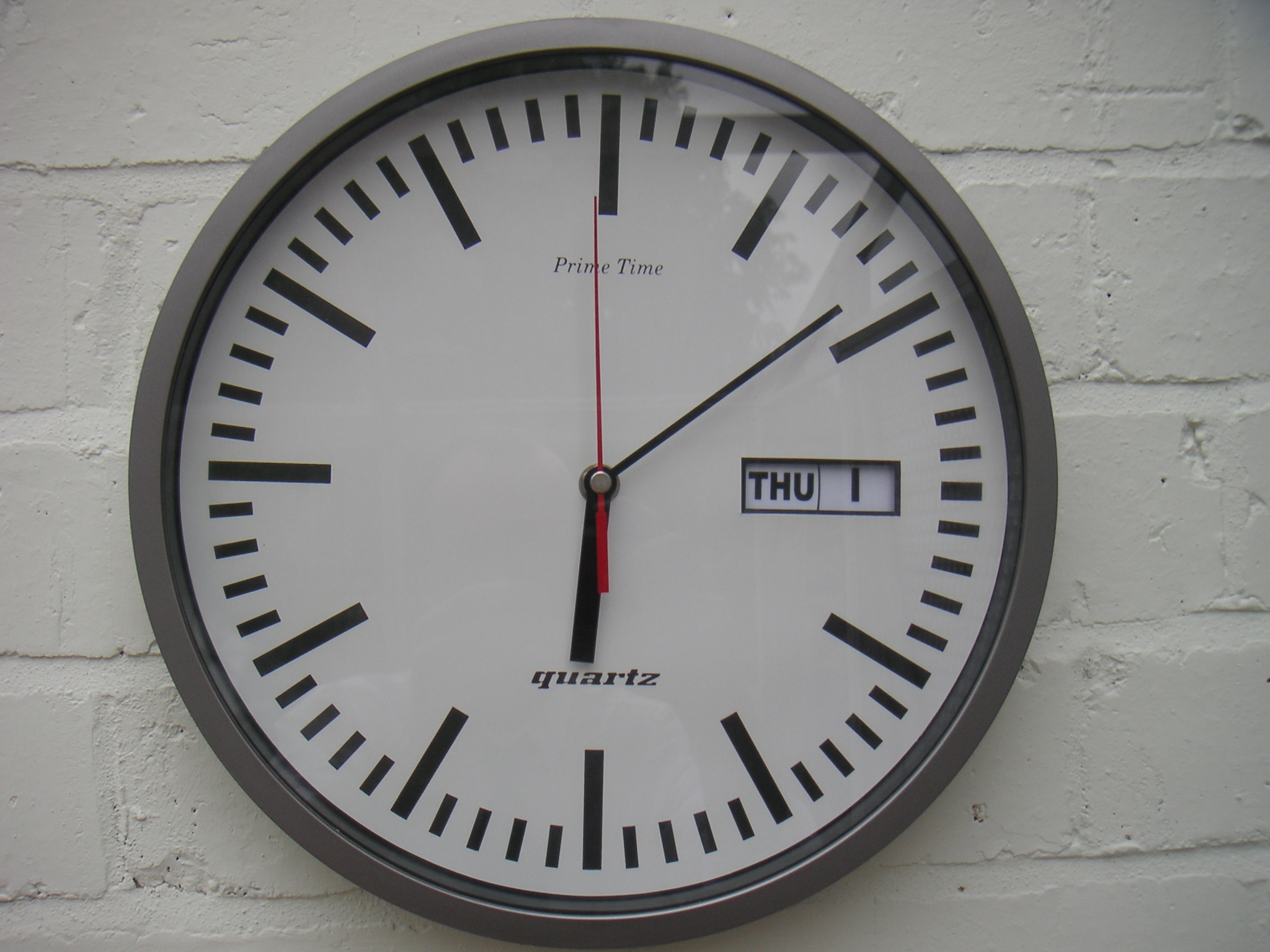
Un reloj de cuarzo colgado en una pared, 2005

Las propiedades piezoeléctricas del cuarzo fueron descubiertas por Jacques y Pierre Curie en 1880, mientras que el oscilador electrónico fue inventado en 1912. Un oscilador eléctrico fue utilizado por primera vez para sostener el movimiento de un diapasón por el físico británico William Eccles en 1919. Este dispositivo eliminó gran parte de la amortiguación asociada con los osciladores mecánicos, y maximizó la estabilidad de la frecuencia de vibración. El primer oscilador de cristal de cuarzo fue construido por Walter G. Cady en 1921. En 1923, D. W. Dye del Laboratorio Nacional de Física en el Reino Unido y Warren Marrison de los Laboratorios Bell produjeron secuencias de señales de tiempo de precisión con osciladores de cuarzo.
En 1920, Warren Marrison y J.W. Horton construyen el primer reloj de cuarzo en los Laboratorios Bell, aunque al tratarse de un dispositivo propio de un laboratorio, no se vio la posibilidad en aquel momento de aplicar la nueva tecnología al por entonces pujante sector de los relojes de pulsera mecánicos. El reloj de 1927 utilizaba un bloque de cristal, estimulado por electricidad, para producir pulsos a una frecuencia de 50.000 ciclos por segundo. Un generador de frecuencia controlado por submúltiplos lo dividía en un pulso regular y utilizable que impulsaba un motor síncrono.
Las siguientes tres décadas vieron el desarrollo de relojes de cuarzo como estándares de tiempo de precisión en entornos de laboratorio. La electrónica de conteo delicada y voluminosa, construida con válvulas de vacío, limitó su uso en otros lugares. En 1932, un reloj de cuarzo pudo medir pequeñas variaciones en la tasa de rotación de la Tierra durante períodos tan cortos como unas pocas semanas. En Japón, en 1932, Issac Koga desarrolló un corte de cristal que daba una frecuencia de oscilación con una dependencia de la temperatura muy reducida. La Oficina Nacional de Normas (ahora Instituto Nacional de Estándares y Tecnología) basó el estándar de tiempo de los EE. UU. en relojes de cuarzo entre la década de 1930 y la de 1960, después de lo cual pasó a utilizar relojes atómicos. En 1953, la firma suiza Longines desarrolló el primer movimiento de cuarzo. El uso más amplio de la tecnología de los relojes de cuarzo tuvo que esperar al desarrollo de la lógica digital y a la disponibilidad de semiconductores baratos en la década de 1960.
En consecuencia, no sería hasta 1964 cuando Seiko usó su modelo Quartz Crystal QC-591 como cronómetro de respaldo de la maratón en los Juegos Olímpicos de Tokio.
En 1967 aparecieron los dos primeros prototipos de relojes de pulsera de cuarzo, el Beta 1, presentado por el Centre Électronique Horloger de Neuchâtel, Suiza, y el Astron de Seiko, empresa que había estado trabajando en los relojes de cuarzo desde 1958.
Así, en la Navidad de 1969 se puso comercialmente a la venta el Seiko Astron 35SQ, el primer reloj de pulsera de cuarzo del mercado, que atrasaba tan solo 5 segundos al mes. Fabricado en oro, su precio era de 1250 dólares, como un automóvil en su época. Su eslogan de lanzamiento sería «Algún día, todos los relojes se fabricarán así». Unos meses más tarde, los principales 21 fabricantes suizos que habían desarrollado el Beta 21 presentaron en la feria de Basilea sus relojes de cuarzo de pulsera.
La firma Girard-Perregaux introdujo el Calibre 350 en 1971, con una precisión anunciada de aproximadamente 0,164 segundos por día, que tenía un oscilador de cuarzo con una frecuencia de 32.768 Hz, más alta que la de los movimientos de los relojes de cuarzo anteriores, y que desde entonces se ha convertido en la frecuencia de oscilación utilizada por la mayoría de los relojes de cuarzo. La introducción durante la década de 1970 de los circuitos integrados con semiconductores metal–óxido (MOS) permitió una vida útil de la batería de 12 meses empleando solamente una pila de botón para impulsar un motor Lavet paso a paso mecánico, un motor de barrido suave sin pasos o una pantalla de cristal líquido (en un reloj digital LCD). Las pantallas led para relojes se han vuelto raras debido a su consumo de batería comparativamente alto. Estas innovaciones hicieron que la tecnología del cuarzo fuera adecuada para su lanzamiento en el mercado masivo. En entornos de laboratorio, los relojes atómicos habían reemplazado a los relojes de cuarzo como base para mediciones precisas de tiempo y frecuencia, dando como resultado el Tiempo Atómico Internacional.
En 1972, la firma norteamericana Hamilton Watch lanzó el primer reloj digital, bajo la marca Pulsar, marca que luego sería adquirida por Seiko. Longines elaboraría al poco tiempo el primer reloj digital con pantalla LCD.
Al poco tiempo se inició la producción masiva en Japón y en Hong Kong de este tipo de relojes, tanto analógicos como principalmente digitales LCD, a cargo de fabricantes como Casio, Citizen o Seiko. Gracias a su comodidad (muchos consumidores los compraron para sustituir a sus relojes mecánicos, a los que había que dar cuerda), precisión, bajo coste y funciones antes reservadas a relojes de alto precio (como alarmas, cronógrafos o calendarios que no requerían ajuste), tuvieron un fulgurante éxito comercial. El reloj mecánico tradicional poco a poco quedó arrinconado, y muchos fabricantes suizos envueltos en graves problemas económicos acabaron adoptando los movimientos de cuarzo y lanzaron modelos digitales. 
En la década de 1980, la tecnología de cuarzo había asumido aplicaciones como los temporizadores de cocina, los relojes despertadores, las cerraduras temporizadas de las cámaras de seguridad de los bancos o las espoletas de algunas municiones. Y en el campo de la relojería, había provocado una revolución conocida como la crisis del cuarzo, que a punto estuvo de llevar a la ruina a la industria relojera suiza.
Sin embargo, la providencial aparición en 1983 del reloj Swatch, equipado con un sencillo mecanismo de cuarzo, revivió los relojes de agujas. El éxito de la firma fue tal que acabó comprando la mayoría de los fabricantes tradicionales suizos. Hoy en día, muchos de estos fabricantes suizos usan el cuarzo para sus modelos económicos, y los movimientos mecánicos para sus series superiores.
El reloj de cuarzo automático, sin pila, lanzado en 1992 por Seiko con el nombre de Kinetic, es un híbrido entre el clásico reloj automático mecánico y el reloj de cuarzo, y se convirtió en un nuevo enfoque de esta tecnología. El movimiento humano, en lugar de dar cuerda a un dispositivo mecánico como un resorte espiral, mueve un generador que alimenta un mecanismo eléctrico. La firma suiza de movimientos ETA también produjo un calibre de cuarzo automático con el nombre de AutoQuartz para una serie de fabricantes suizos como Tissot, Omega, Mido o Longines. Otra firma helvética, Ventura, diseñó un mecanismo similar para alimentar un reloj digital.
A partir de la década de 1980, los relojes de cuarzo han dominado el mercado de los relojes de pulsera. Son más precisos que los mejores relojes mecánicos, y la eliminación de todas las partes móviles y la sensibilidad significativamente menor a las perturbaciones provocadas por causas externas como el magnetismo y los golpes, los hace más resistentes y elimina la necesidad de un mantenimiento periódico.
Las unidades de cristal de "reloj" estándar o reloj en tiempo real (RTC) se han convertido en artículos baratos de producción en masa en el mercado de componentes electrónicos.

## Funcionamiento de un reloj electrónico
Un reloj electrónico se caracteriza porque su base de tiempos es electrónica o electromecánica, como también lo es la división de frecuencia.
La exactitud del reloj depende de la base de tiempos, que puede consistir en un oscilador o en un adaptador que, a partir de una referencia, genera una señal periódica.
El divisor de frecuencia es un circuito digital formado por una sucesión de contadores enlazados para obtener una frecuencia de 1 Hz, que permite mostrar segundos. Si se quieren mostrar décimas, la división se detiene al llegar a los 10 Hz.

Esta frecuencia pasa al módulo de presentación, que puede ser electrónico o mecánico, donde otros divisores van separando los segundos, minutos y horas para presentarlas mediante algún tipo de display.

## Base de tiempos

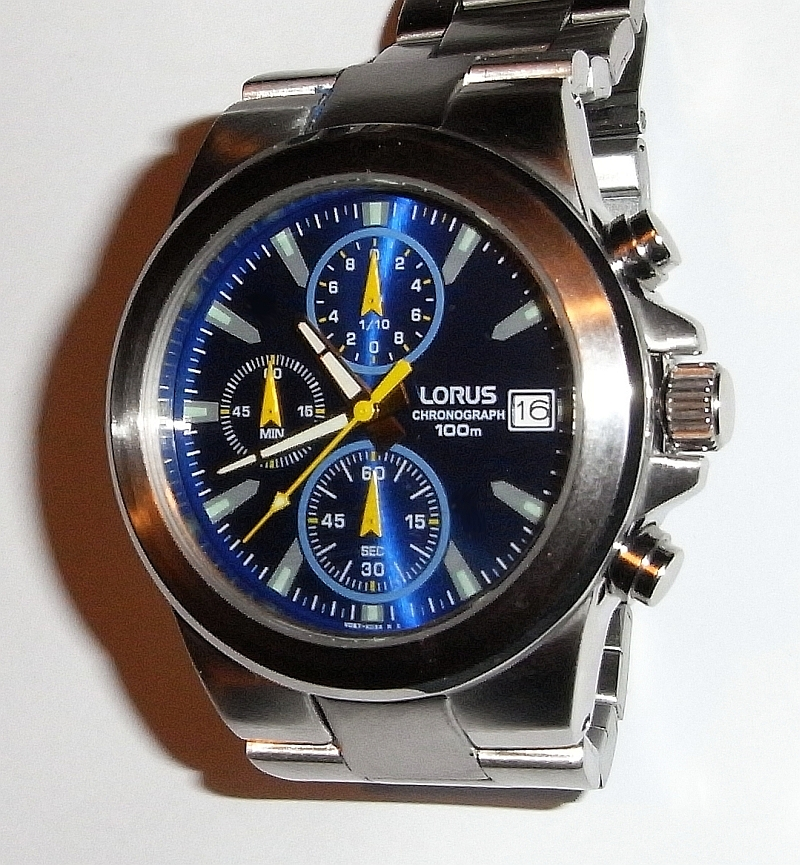
Reloj de cuarzo moderno

El tipo de base de tiempos utilizada es tan importante que suele dar nombre al tipo de reloj. Las más habituales son:: 163 
- Patrón red. No tiene oscilador y utiliza como referencia los 50 Hz o 60 Hz de la red. Es la más simple, pero es bastante exacta a medio plazo, pues las alteraciones en la frecuencia de red suelen compensarse a lo largo del día. Tiene dos inconvenientes importantes:
  - Necesita una señal «limpia», para lo cual se suele filtrar antes de aplicarla a los contadores.
  - Necesita una conexión a la red eléctrica, lo que no permite su utilización portátil y además, frente a un corte de luz, pierde la hora. Existen modelos que incluyen un oscilador y pilas o baterías, de modo que el oscilador y los contadores siguen funcionando durante el corte, con lo que no se pierde la hora.
- Emisora patrón. La base de tiempos viene a ser algún tipo de PLL, enganchado con alguna de las emisoras horarias. Se ponen en hora solos y cambian al horario de invierno o verano de forma autónoma. Su inconveniente es que necesita la señal horaria, de modo que en zonas «oscuras» no presenta mayores ventajas.
- Reloj de diapasón. El oscilador está controlado por un diapasón intercalado en el lazo de realimentación. Este sistema ha caído en desuso, pero en su momento estaba reservado a relojes de gama alta, y Bulova, por ejemplo, disponía de relojes de pulsera con diapasón.[37]
- Reloj de cuarzo. Sustituye el diapasón por un resonador de cuarzo, habitualmente a 32768 Hz, por ser una potencia exacta de dos, lo que simplifica el divisor de frecuencia. Por su estabilidad y economía ha desplazado a todos los otros tipos de relojes en las aplicaciones habituales.
- Reloj atómico (amoníaco, cesio y otras sustancias). Se basa en incluir en el lazo de realimentación una cavidad con moléculas de la sustancia adecuada, de manera que se excite la resonancia de alguno de sus átomos.

## Explicación

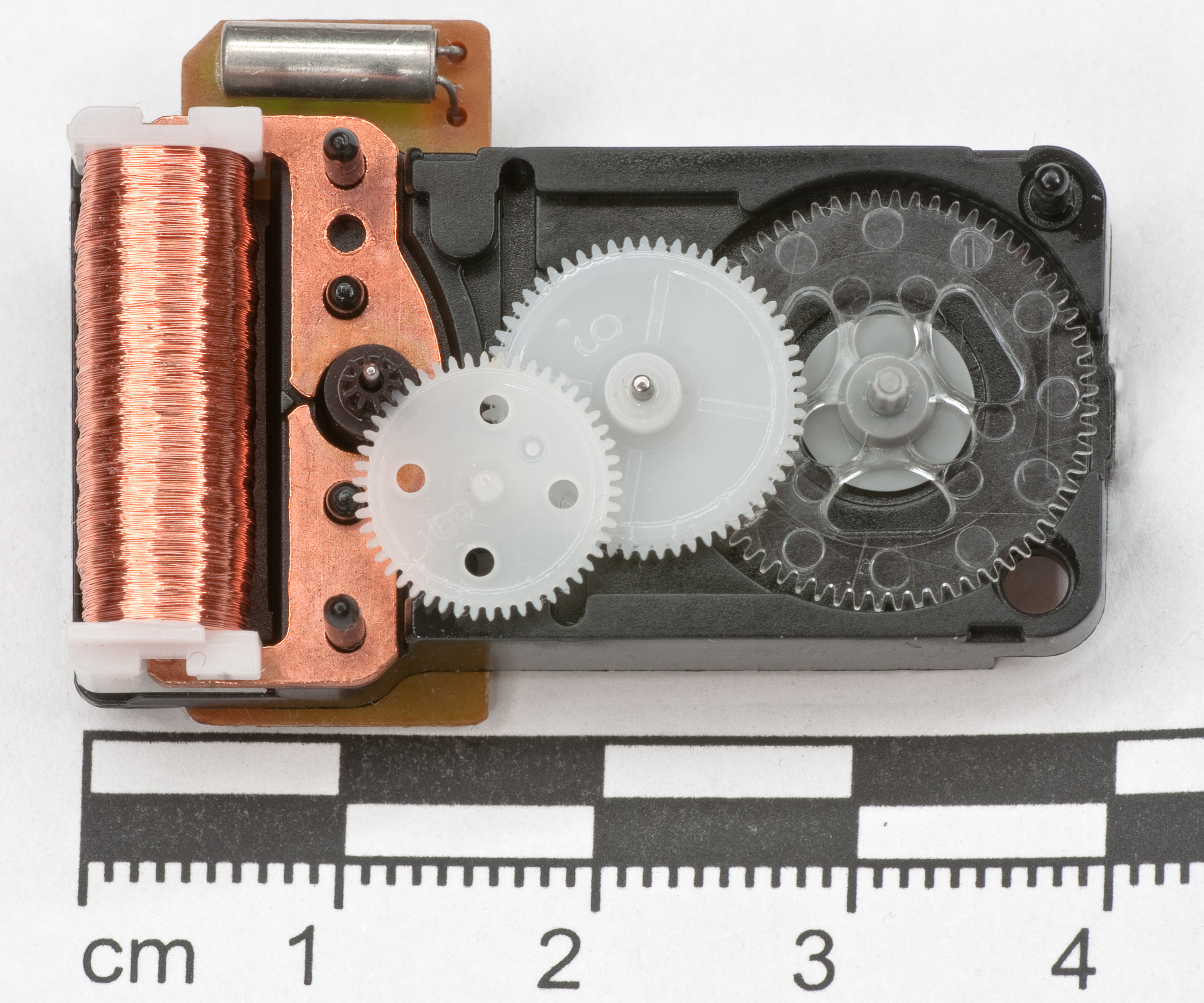
Mecanismo de relojería analógico de cuarzo ensamblado; oscilador de cristal de cuarzo (arriba a la izquierda), Motor Lavet paso a paso (izquierda) con piñón de rotor negro y engranajes blancos y transparentes conectados (derecha). Estos engranajes controlan el movimiento de las manecillas de segundos, minutos y horas

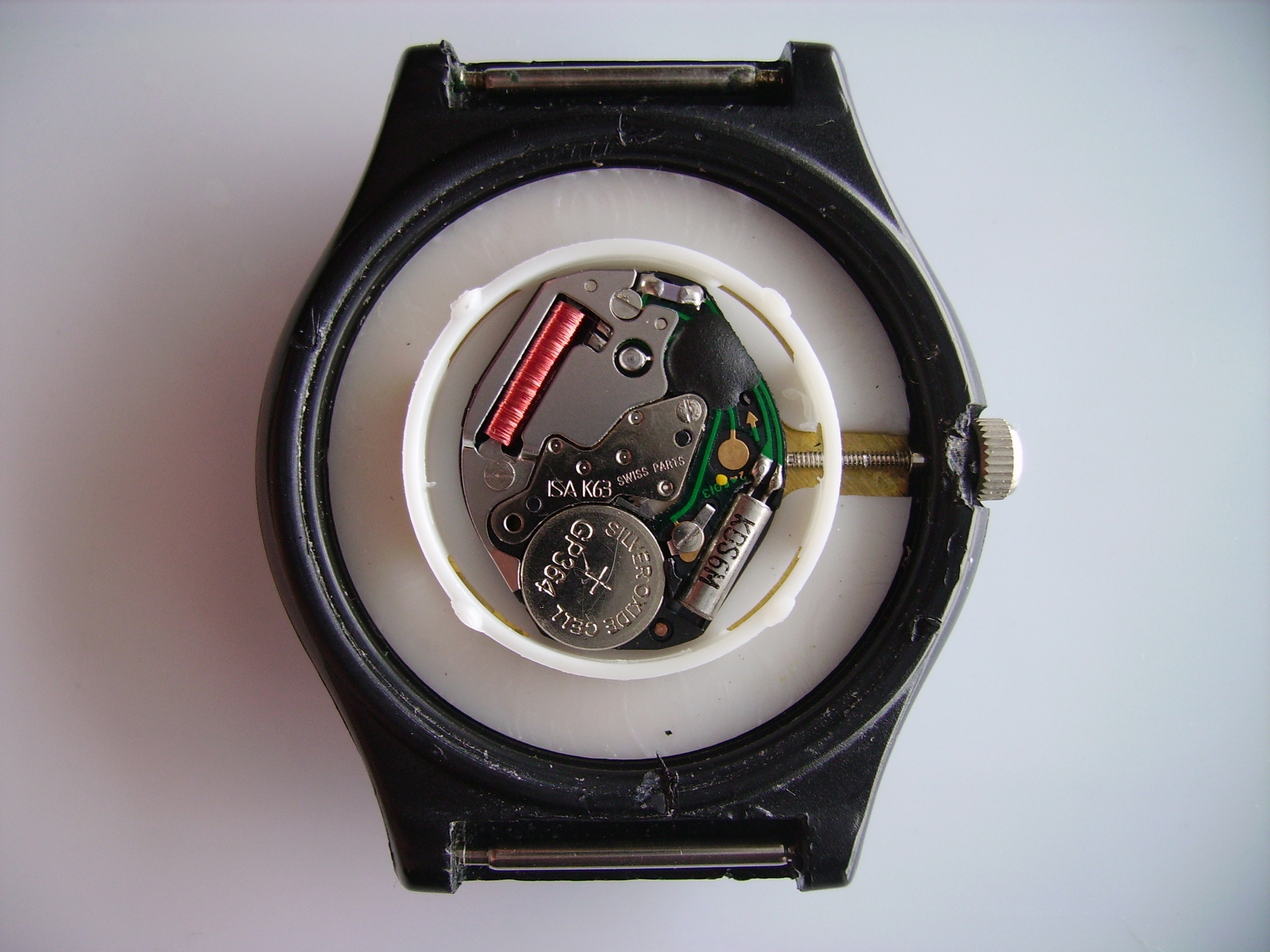
Movimiento básico de reloj de pulsera de cuarzo. Abajo a la derecha: oscilador de cristal de cuarzo, izquierda: pila de botón para reloj, arriba a la derecha: contador del oscilador, divisor de frecuencia digital y controlador para el motor paso a paso (bajo resina epoxi negra), arriba a la izquierda: la bobina electromagnética del motor paso a paso que impulsa las manecillas del reloj

Químicamente, el cuarzo es una forma específica de un compuesto llamado óxido de silicio(IV). Muchos materiales pueden formar láminas capaces de resonar. Sin embargo, el cuarzo también es un material piezoeléctrico: es decir, cuando un cristal de cuarzo se somete a una tensión mecánica (como al flexionarse) acumula carga eléctrica en algunos planos. En un efecto inverso, si se colocan cargas en el plano del cristal, los cristales de cuarzo se doblarán. Dado que el cuarzo puede ser inducido directamente a flexionarse mediante una señal eléctrica, no se requiere transductor adicional para usarlo en un resonador. Se utilizan cristales similares en los cartuchos fonocaptores de gama baja: el movimiento de la aguja flexiona un cristal de cuarzo, lo que produce un pequeño voltaje, que se amplifica y se reproduce a través de altavoces. Los micrófonos de cuarzo todavía están disponibles, aunque no son comunes.
El cuarzo tiene una ventaja adicional, ya que su tamaño no cambia mucho a medida que fluctúa la temperatura. El cuarzo fundido se utiliza a menudo para equipos de laboratorio que deben cambiar mínimamente de forma con las variaciones de temperatura. La frecuencia de resonancia de una placa de cuarzo, en función de su tamaño, no aumentará ni disminuirá significativamente. De manera similar, dado que su resonador no cambia de forma, un reloj de cuarzo seguirá siendo relativamente preciso a medida que cambie la temperatura.
A principios del siglo XX, los ingenieros de radio buscaban una fuente precisa y estable de frecuencias de radio, y comenzaron a trabajar con resonadores de acero. Sin embargo, cuando Walter Guyton Cady descubrió a principios de la década de 1920 que el cuarzo puede resonar con menos equipo y mejor estabilidad de temperatura, los resonadores de acero desaparecieron en pocos años. Más tarde, los científicos del Instituto Nacional de Estándares y Tecnología (por entonces la Oficina Nacional de Normas de EE. UU.) descubrieron que un oscilador de cristal podría ser más preciso que un reloj de péndulo.
El circuito electrónico es un oscilador, un amplificador electrónico cuya salida pasa a través del resonador de cuarzo. El resonador actúa como un filtro electrónico, eliminando todas las frecuencias excepto una. La salida del resonador se retroalimenta a la entrada del amplificador, y el resonador asegura que el oscilador funcione a una frecuencia exacta. Cuando se enciende el circuito, una única ráfaga de ruido de disparo (siempre presente en los circuitos electrónicos) puede generarse en cascada para hacer que el oscilador oscile a la frecuencia deseada. Si el amplificador estuviera perfectamente libre de ruido, el oscilador no se pondría en marcha.
La frecuencia a la que oscila el cristal depende de su forma, tamaño y del plano cristalino en el que se corta el cuarzo. Las posiciones en las que se colocan los electrodos también pueden cambiar ligeramente su frecuencia propia. Si el cristal tiene la forma y la posición correctas, oscilará a la frecuencia deseada. En casi todos los relojes de cuarzo, la frecuencia es de 32 768, y el cristal se corta en forma de un pequeño diapasón según un plano cristalino particular. El valor de esta frecuencia es una potencia de dos (32 768 = 215), lo suficientemente alta como para superar el espectro audible humano, pero lo suficientemente baja como para mantener el consumo eléctrico, el costo y el tamaño a un nivel reducido y permitir utilizar contadores económicos capaces de gestionar un pulso de 1 segundo. La salida de la línea de datos de un resonador de cuarzo de este tipo sube y baja 32 768 veces por segundo. Con esta señal se alimenta un dispositivo biestable (formado esencialmente por dos transistores con una conexión cruzada) que cambia de bajo a alto, o viceversa, siempre que la línea del cristal va de alta a baja. La salida de este dispositivo alimenta a su vez a un segundo biestable, y así sucesivamente a través de una cadena de 15 dispositivos biestables, cada uno de los cuales actúa como un divisor efectivo según las potencias del número 2, al dividir la frecuencia de la señal de entrada por la mitad. El resultado es un contador binario digital de 15 bits activado por la frecuencia del oscilador, que se desbordará una vez por segundo, creando a su vez un pulso digital una vez cada segundo. La salida de un pulso por segundo se puede utilizar para controlar muchos tipos de relojes. En los relojes de cuarzo analógicos y en los relojes de pulsera, la salida de un pulso eléctrico por segundo casi siempre se transfieren a un motor Lavet paso a paso, que convierte los pulsos de entrada electrónicos de la unidad de conteo de biestables en un impulso mecánico que se puede utilizar para mover las manecillas.

Cada biestable hace decrecer la frecuencia por un factor de 2

También es posible que los relojes de cuarzo tengan su cristal de cuarzo oscilando a una frecuencia superior a 32 768 (= 215) Hz (movimientos de cuarzo de alta frecuencia) o generen pulsos digitales más de una vez por segundo, para accionar un segundero alimentado por un motor paso a paso según una potencia superior de 2 que la correspondiente a una vez por segundo, pero el consumo de energía eléctrica (descarga de la batería) aumenta porque las frecuencias de oscilación más altas y cualquier activación del motor paso a paso cuestan energía, lo que hace que estos relojes de cuarzo alimentados por batería con movimientos del segundero más pequeños sean relativamente raros. Algunos relojes de cuarzo analógicos cuentan con un segundero de barrido movido por una batería no escalonada o un motor eléctrico alimentado por la red eléctrica, lo que a menudo da como resultado un ruido de salida mecánico reducido.

## Mecanismo

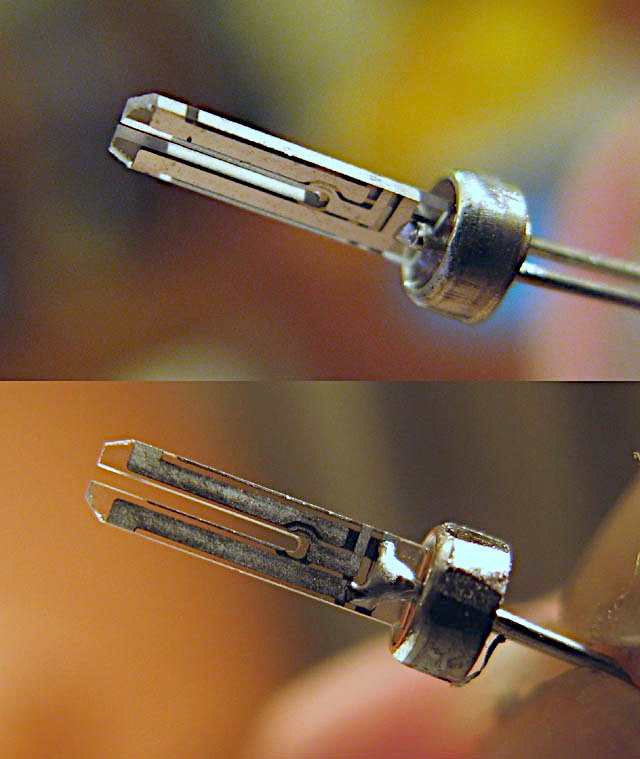
Imagen de un resonador de cristal de cuarzo, utilizado como componente de cronometraje en relojes de cuarzo, con la caja quitada. Tiene forma de diapasón. La mayoría de estos cristales de reloj de cuarzo vibran a una frecuencia de 32768 Hz

En los relojes de cuarzo modernos de calidad estándar, el cristal de cuarzo resonador u oscilador está cortado en forma de un pequeño diapasón (corte-XY), recortado con láser o pulido con precisión para que vibre a 32 768 Hz. Esta frecuencia es igual a 215 ciclos por segundo. Se elige una potencia de 2 para que una cadena simple de etapas de división digital por 2 permita obtener la señal de 1 Hz necesaria para accionar el segundero del reloj. En la mayoría de los relojes, el resonador se encuentra en un pequeño paquete cilíndrico o plano, de entre 4 y 6 mm de largo. El resonador ajustado a 32 768 Hz se ha vuelto tan común debido a un compromiso entre el gran tamaño físico de los cristales de baja frecuencia para los relojes y el mayor consumo de corriente de los cristales de onda corta, lo que reduciría la vida útil de la batería del reloj.
La fórmula básica para calcular la frecuencia fundamental (f) de vibración de una lámina en voladizo (sujeta por un extremo) en función de sus dimensiones (con sección transversal cuadrada) es:
{\displaystyle f={\frac {1.875104^{2}}{2\pi }}{\frac {a}{l^{2}}}{\sqrt {\frac {E}{12\rho }}},}
donde
1,875104 (redondeado) es la solución positiva más pequeña de la ecuación
cos(x)cosh(x) = −1
siendo:
{\displaystyle l} la longitud del voladizo,
{\displaystyle a} su espesor en la dirección del movimiento,
{\displaystyle E} su módulo de Young,
ρ su densidad.
Un voladizo hecho de cuarzo (E = 1011N/m2 = 100 GPa y ρ = 2634 kg/m3) con una longitud de 3 mm y un espesor de 0,3 mm tiene, por lo tanto, una frecuencia fundamental de alrededor de 33 kHz. El cristal está sintonizado exactamente a 215 = 32 768 Hz o funciona a una frecuencia ligeramente más alta con una compensación de inhibición (véase a continuación).

## Precisión
La estabilidad relativa del resonador de cuarzo y su circuito de control es mucho mejor que su precisión absoluta. Se garantiza que los resonadores a 32 768 Hz de calidad estándar de este tipo tienen una precisión a largo plazo de aproximadamente seis partes por millón (0,0006 %) a 31 °C: es decir, un reloj de cuarzo o de pulsera típico se adelantará o atrasará 15 segundos cada 30 días (dentro de un rango de temperatura normal de entre 5 y 35 °C) o con una deriva de reloj de menos de medio segundo por día cuando se usa cerca del cuerpo.

### Variación de temperatura y frecuencia
Aunque el cuarzo tiene una dilatación térmica muy baja, los cambios de temperatura son la principal causa de variación de frecuencia en los osciladores de cristal. La forma más obvia de reducir el efecto de la temperatura en la tasa de oscilación es mantener el cristal a una temperatura constante. Para los osciladores de precisión utilizados en los laboratorios, se utilizan osciladores de cristal cuya temperatura se estabiliza mediante un horno, en el que el cristal se coloca en un horno muy pequeño que se mantiene a una temperatura constante. Sin embargo, este método no es práctico para los movimientos de relojes de cuarzo y de pulsera de consumo.
El plano de corte del cristal y la afinación de los resonadores de cuarzo habitualmente utilizados en los relojes de pulsera están diseñados para experimentar una sensibilidad mínima a los cambios de temperatura y funcionan mejor en un rango de temperatura de entre 25 y 28 °C. La temperatura exacta en la que el cristal oscila a su velocidad máxima se denomina "punto de inflexión" y se puede elegir dentro de ciertos límites. Un punto de inflexión bien elegido puede minimizar el efecto negativo de la deriva de frecuencia inducida por la temperatura y, por lo tanto, mejorar la precisión práctica de cronometraje de un oscilador de cristal de consumo sin agregar un costo significativo. Una temperatura más alta o más baja dará como resultado una tasa de oscilación de −0,035 ppm/°C2 (más lenta). Por lo tanto, una desviación de temperatura de ±1 °C representará un cambio de velocidad de (±1)2 × −0,035 ppm = −0,035 ppm, que equivale a −1,1 segundos por año. Si, en cambio, el cristal experimenta una desviación de temperatura de ±10 °C, entonces el cambio de velocidad será (±10)2 × −0,035 ppm = −3,5 ppm, que equivale a −110 segundos por año.
Los fabricantes de relojes de cuarzo utilizan una versión simplificada del método del oscilador de cristal controlado por horno y recomiendan que sus relojes se usen regularmente para garantizar el mejor rendimiento del cronometraje. El uso regular de un reloj de cuarzo reduce significativamente la magnitud de las oscilaciones de temperatura ambiental, ya que una caja de reloj correctamente diseñada forma un "horno" conveniente que utiliza la temperatura estable del cuerpo humano para mantener el oscilador de cristal en su rango de temperatura de mayor precisión.

### Mejora de la precisión
Algunos diseños de movimiento cuentan con características que mejoran la precisión o se autoregulan y calibran automáticamente. Es decir, en lugar de contar vibraciones, su programa informático toma el recuento simple y lo escala utilizando una relación calculada entre un época ajustada en la fábrica y la hora más reciente en que se ajustó el reloj. Los relojes que a veces son regulados por centros de servicio con la ayuda de un cronómetro de precisión y una terminal de ajuste después de salir de la fábrica, también se vuelven más precisos a medida que su cristal de cuarzo envejece y los efectos algo impredecibles de este fenómeno se compensan adecuadamente.
Los movimientos de cuarzo autónomos de alta precisión, incluso en relojes de pulsera, pueden tener una precisión de ±1 a ±25 segundos por año y pueden certificarse y usarse como cronómetros marinos para determinar longitud geográfica (la posición Este–Oeste de un punto en la superficie del Tierra) por medio de navegación astronómica. Cuando se conoce la hora en el meridiano cero (u otro punto de partida) con suficiente precisión, la navegación astronómica permite determinar la longitud, y cuanto más exactamente se conozca la hora, más precisa será su determinación. En una latitud de 45°, un segundo de tiempo equivale en longitud a 1077,8 pies (328,51 m), o una décima de segundo significa 107,8 pies (32,86 m).

#### Condensador de ajuste
Independientemente de la precisión del oscilador, un movimiento de reloj analógico o digital de cuarzo puede incluir un condensador variable. Generalmente se encuentran en relojes de cuarzo antiguos o en los más económicos. Un condensador de ajuste permite modificar la frecuencia que proviene del oscilador de cristal de cuarzo cuando se cambia su capacitancia. Los divisores de frecuencia permanecen inalterados, por lo que el condensador de ajuste se puede utilizar para ajustar la salida de pulsos eléctricos por segundo (u otro intervalo de tiempo deseado). El condensador de ajuste parece un pequeño tornillo conectado a la placa de circuito. Por lo general, al girar el tornillo en el sentido de las agujas del reloj se acelera el movimiento y en el sentido contrario a las agujas del reloj se lo ralentiza aproximadamente 1 segundo por día por cada 1⁄6 vuelta del tornillo. Pocos diseños de movimientos de cuarzo más nuevos cuentan con un condensador de ajuste mecánico y se basan en métodos de corrección generalmente digitales.

#### Compensación térmica
Es posible que un movimiento de cuarzo computarizado de alta precisión mida su temperatura y se ajuste a ella. Para ello, el movimiento mide de forma autónoma la temperatura del cristal unos cientos o miles de veces al día y la compensa con un pequeño ajuste calculado al efecto. Tanto la compensación de temperatura analógica como la digital se han utilizado en relojes de cuarzo de alta gama. En algunos de los relojes de cuarzo de gama alta más caros, se dispone de una compensación térmica variando el número de ciclos a inhibir según la salida de un sensor de temperatura. El estándar de frecuencia diaria promedio COSC para cronómetros de cuarzo COSC con certificación oficial es de ±25,55 segundos por año a 73,4 °F. Para adquirir la etiqueta de cronómetro COSC, un instrumento de cuarzo debe beneficiarse de la compensación térmica y el encapsulamiento riguroso. Cada cronómetro de cuarzo se prueba durante 13 días, en una posición determinada, a 3 temperaturas diferentes y 4 niveles de humedad relativa diferentes. Solo aproximadamente el 0,2% de los relojes de cuarzo fabricados en Suiza están certificados como cronómetros por el COSC. Estos movimientos certificados como cronómetros por el COSC se pueden utilizar como cronómetros marinos para determinar la longitud mediante navegación astronómica.

#### Métodos adicionales para mejorar la precisión
A partir de 2019, se comercializó un movimiento de reloj de cuarzo de alta precisión autónomo alimentado por luz que se afirma que tiene una precisión de ± 1 segundo por año. Los elementos clave para obtener la alta precisión que se afirma son la aplicación de un cristal de cuarzo de forma inusual para un reloj (corte AT) operado a una frecuencia de 223 o 8 388 608, la compensación térmica y la selección manual de cristales preenvejecidos. Las variaciones del corte AT permiten mayores tolerancias de temperatura, específicamente en el rango de -40 a 125 °C, y presentan desviaciones reducidas causadas por cambios de orientación gravitacional. Como resultado, los errores causados por la orientación y el posicionamiento espaciales se vuelven un problema menor.

#### Compensación de inhibición
Muchos relojes de cuarzo económicos utilizan una técnica de clasificación y compensación conocida como "compensación de inhibición". El cristal está diseñado deliberadamente para funcionar un poco más rápido. Después de la fabricación, cada módulo se calibra con un reloj de precisión en la fábrica y se ajusta para mantener la hora exacta programando la lógica digital para que se salte una pequeña cantidad de ciclos del cristal a intervalos regulares, como 10 segundos o 1 minuto. Para un movimiento de cuarzo típico, esto permite ajustes programados en incrementos de 7,91 segundos por 30 días para intervalos de 10 segundos (en un lapso de medición de 10 segundos) o ajustes programados en incrementos de 1,32 segundos por 30 días para intervalos de 60 segundos (en un lapso de medición de 60 segundos). La ventaja de este método es que usar la programación digital para almacenar la cantidad de pulsos a suprimir en un registro de memoria no volátil en el chip es menos costoso que la técnica más antigua de ajustar la frecuencia del diapasón de cuarzo. La lógica de inhibición-compensación de algunos movimientos de cuarzo se puede regular en los centros de servicio con la ayuda de un cronómetro de precisión profesional y una terminal de ajuste después de salir de la fábrica, aunque muchos movimientos de relojes de cuarzo económicos no ofrecen esta funcionalidad.

#### Corrección mediante una señal horaria externa
Si se "compara" diariamente un movimiento de cuarzo midiendo sus características de cronometraje con respecto a una señal horaria de radio o a una señal satelital, para determinar cuánto tiempo ganó o perdió el movimiento entre la recepción de señales horarias, y se realizan ajustes en los circuitos para "regular" el cronometraje, entonces el tiempo corregido será preciso dentro de ±1 segundo por año. Esto es más que adecuado para realizar la determinación de la longitud geográfica mediante navegación astronómica. Estos movimientos de cuarzo con el tiempo se vuelven menos precisos cuando no se ha recibido con éxito una señal horaria externa y se ha procesado internamente para ajustar o sincronizar su hora automáticamente, y sin dicha compensación externa generalmente recurren al cronometraje autónomo. El Instituto Nacional de Estándares y Tecnología (NIST) de los Estados Unidos ha publicado pautas que recomiendan que estos movimientos mantengan el tiempo entre sincronizaciones con una precisión de ±0,5 segundos para mantener la hora correcta cuando se redondea al segundo más cercano. Algunos de estos movimientos pueden mantener el tiempo entre sincronizaciones con una precisión de ±0,2 segundos al sincronizar más de una vez en un día.

## Envejecimiento del cristal de cuarzo
Los cristales de cuarzo para relojes se fabrican en un entorno ultralimpio y luego se protegen mediante un vacío ultraalto inerte en contenedores herméticamente sellados. A pesar de estas medidas, la frecuencia de un cristal de cuarzo puede cambiar lentamente con el tiempo. Sin embargo, el efecto del envejecimiento es mucho menor que el efecto de la variación de frecuencia causada por los cambios de temperatura, y los fabricantes pueden estimar sus efectos. Generalmente, el efecto del envejecimiento finalmente disminuye la frecuencia de un cristal determinado, pero también puede aumentarla.
Los factores que pueden causar una pequeña desviación de frecuencia con el tiempo son la relajación de la tensión en la estructura de montaje, la pérdida del sello hermético, la contaminación de la estructura cristalina, la absorción de humedad, los cambios en o sobre el cristal de cuarzo, los efectos de vibraciones y golpes severos y la exposición a temperaturas muy altas. El envejecimiento del cristal tiende a ser logarítmico, lo que significa que la tasa máxima de cambio de frecuencia se produce inmediatamente después de la fabricación y tiende a disiparse casi por completo a partir de entonces. La mayor parte del envejecimiento se producirá durante el primer año de vida útil del cristal. En la práctica, los cristales finalmente casi dejan de envejecer (lo hacen asintóticamente), pero este proceso puede durar muchos años. Los fabricantes de movimientos pueden preenvejecer los cristales antes de ensamblarlos en los movimientos de los relojes. Para promover el envejecimiento acelerado, los cristales se exponen a altas temperaturas. Si un cristal se preenvejece, el fabricante puede medir sus tasas de envejecimiento (estrictamente, los coeficientes en la fórmula de envejecimiento) y hacer que un microcontrolador calcule las correcciones en el tiempo. La calibración inicial de un movimiento se mantendrá precisa durante más tiempo si los cristales se preenvejecen. La ventaja terminaría después de la regulación posterior que restablece cualquier error de envejecimiento acumulado a cero. Una razón por la que los movimientos más caros tienden a ser más precisos es que los cristales se preenvejecen durante más tiempo y se seleccionan para un mejor rendimiento de envejecimiento. A veces, los cristales preenvejecidos se seleccionan a mano para maximizar el rendimiento del movimiento.

## Cronómetros
Los cronómetros de cuarzo diseñados como estándares de tiempo a menudo incluyen un horno para mantener el cristal a una temperatura constante. Algunos se autoregulan e incluyen "granjas de cristales", de modo que el reloj pueda tomar el promedio de un conjunto de mediciones de tiempo.

## Interferencias magnéticas externas
Los motores Lavet de paso a paso utilizados en los movimientos de los relojes de cuarzo analógicos, que son impulsados por un campo magnético (generado por una bobina), pueden verse afectados por fuentes magnéticas externas (cercanas), y esto a su vez puede afectar al movimiento de la rueda dentada del rotor. Como resultado, la salida mecánica de los movimientos de los relojes de cuarzo analógicos puede detenerse temporalmente, avanzar o retroceder y afectar negativamente a la hora correcta. Como la fuerza de un campo magnético casi siempre disminuye con la distancia, alejar un movimiento de reloj de cuarzo analógico de fuentes magnéticas externas, normalmente da como resultado la reanudación del movimiento mecánico correcto. Algunos comprobadores de relojes de pulsera de cuarzo cuentan con una función de campo magnético para comprobar si el motor paso a paso puede proporcionar una salida mecánica y dejar que el tren de engranajes y las manecillas giren deliberadamente demasiado rápido para eliminar pequeñas suciedades. En general, el magnetismo que se encuentra en la vida diaria no tiene efecto en los movimientos de los relojes de cuarzo digitales, ya que no hay motores paso a paso en estos movimientos. En cambio, las fuentes de campos magnéticos potentes como los generados por los equipos de imagen por resonancia magnética, sí que pueden dañar los movimientos de los relojes de cuarzo.

## Lecturas relacionadas
- Cook A (2001). «Time and the Royal Society». Notes and Records of the Royal Society of London 55 (1): 9-27. S2CID 120948178. doi:10.1098/rsnr.2001.0123.
- Marrison WA (1948). «The Evolution of the quartz crystal clock». Bell System Technical Journal 27 (3): 510-588. doi:10.1002/j.1538-7305.1948.tb01343.x. Archivado desde el original el 13 de mayo de 2007.

- Datos: Q257916
- Multimedia: Quartz clocks / Q257916